# Ariel Zeitoun
Pour les articles homonymes, voir Zeitoun.
Ariel Zeitoun est un réalisateur, scénariste et producteur de cinéma français d'origine tunisienne, né le 26 septembre 1949 à Tunis.

## Biographie
Ariel Zeitoun devient producteur en 1979 avec L'école est finie. Puis il se lance dans l'écriture et la réalisation en 1984 avec Souvenirs, Souvenirs.

## Filmographie

### Réalisateur
- 1984 : Souvenirs, Souvenirs
- 1988 : Saxo
- 1993 : Le Nombril du monde
- 1995 : Les chiens ne font pas des chats (TV)
- 1997 : Une femme très très très amoureuse
- 1997 : XXL
- 1998 : Bimboland
- 2001 : Yamakasi
- 2007 : Le Dernier Gang
- 2013 : Angélique

### Producteur
- 1979 : L'école est finie d'Olivier Nolin
- 1979 : Rien ne va plus de Jean-Michel Ribes
- 1980 : La Banquière de Francis Girod
- 1981 : Le Grand Pardon d'Alexandre Arcady
- 1982 : Le Grand Frère de Francis Girod
- 1983 : L'Homme blessé de Patrice Chéreau
- 1983 : La Palombière de Jean-Pierre Denis
- 1983 : Le Grand Carnaval d'Alexandre Arcady
- 1983 : Coup de foudre de Diane Kurys
- 1984 : Souvenirs, Souvenirs d'Ariel Zeitoun
- 1985 : Blanche et Marie de Jacques Renard
- 1986 : Descente aux enfers de Francis Girod
- 1986 : La Galette du roi de Jean-Michel Ribes
- 1988 : Saxo d'Ariel Zeitoun
- 1988 : L'Enfance de l'art de Francis Girod
- 1988 : Chouans ! de Philippe de Broca
- 1989 : Lacenaire de Francis Girod
- 1989 : Comédie d'été de Daniel Vigne
- 1989 : Baxter de Jérôme Boivin
- 1990 : Baby Blood d'Alain Robak
- 1990 : Toujours seuls de Gérard Mordillat
- 1990 : La Fille des collines de Robin Davis
- 1993 : Le Nombril du monde d'Ariel Zeitoun
- 1997 : Une femme très très très amoureuse d'Ariel Zeitoun
- 1998 : Bimboland d'Ariel Zeitoun
- 2002 : Gangsters d'Olivier Marchal
- 2003 : Père et Fils de Michel Boujenah
- 2004 : D'autres mondes de Jan Kounen
- 2004 : Blueberry, l'expérience secrète de Jan Kounen
- 2006 : Bandidas de Joachim Rønning
- 2007 : 3 Amis de Michel Boujenah
- 2007 : Le Dernier Gang d'Ariel Zeitoun
- 2011 : Colombiana d'Olivier Megaton (producteur délégué)
- 2012 : Operación E de Miguel Courtois
- 2016 : Miss Sloane de John Madden
- 2018 : Kursk de Thomas Vinterberg